# MDNA
MDNA — дванадцятий студійний  альбом американської співачки Мадонни, який вийшов  26 березня 2012 року. Альбом  відразу  увійшов до британських музичних чартів і  зайняв у них перше місце, ставши 12-ю платівкою Мадонни, що дісталася до топу хіт-парадів.
Таким чином  Мадонна стала найуспішнішим сольним виконавцем в історії британських чартів, випередивши короля рок-н-ролу Елвіса Преслі,  альбоми якого потрапляли на вершину хіт-парадів Сполученого Королівства 11 разів.  
MDNA стартував в "Billboard 200" з першого місця і став восьмим альбомом Мадонни, що досягнув такого високого результату.
За перший тиждень у США було продано 359 000 копій - найкращий дебют в 2012 році серед виконавців і найкращий результат Мадонни після альбому Music,  продаж якого за перший тиждень склав  420 000 копій.

## Назва
Назва альбому була оголошена Мадонною на «The Graham Norton Show» 11 січня 2012 року. Художнім оформленням альбому займався Джованні Б'янко у співпраці з дуетом фотографів Mert & Marcus.

## Сингли
«Give Me All Your Luvin'» — перший сингл з альбому, що вийшов 3 лютого 2012.
10 лютого 2012 року у радіо-інтерв'ю з Райаном Сікрестом Мадонна підтвердила інформацію про вибір другого синглу "Girl Gone Wild", який вийшов разом з альбомом у березні.
У квітні 2012 року менеджер Мадонни Гай Озері повідомив, що "Turn Up the Radio" стане третім комерційним синглом з альбому . Датою випуску вважається 5 серпня .

## Маркетинг та промоушн
3 лютого 2012 року, делюкс видання альбому стало доступним для попереднього замовлення у 51-й країні інтернет-магазину iTunes. За декілька годин альбом опинився на перших місцях серед альбомів, що мають найбільші продажі у 50 країнах. Це дало Мадонні встановити новий рекорд.

### Супер Боул
Мадонна виступила на 46 чемпіонаті Super Bowl, який транслювався на телеканалі NBC 5 лютого 2012 року. Поп-королева виконала попурі з хітових пісень: «Vogue», «Music», «Open Your Heart», «Express Yourself» та «Like a Prayer». Вона також представила свій новий сингл «Give Me All Your Luvin'» в компанії з Нікі Мінаж та M.I.A. Виступ Мадонни на Супер Боул встановив нові рекорди, один з яких — найбільша аудиторія, яка дивилась гру. Гру переглядувала аудиторія у 111,3 млн осіб, а виступ Мадонни - понад 114 млн телеглядачів. Також в мережі мікроблогу Twitter був встановлен новий рекорд: під час виступу Мадонни у перерві матчу користувачі у середньому відправляли 8 тисяч повідомлень на секунду.

### «The MDNA Tour»
На підтримку альбому відбулося  дев'яте світове турне  під  назвою The MDNA Tour, яке стало найуспішнішим концертним туром 2012 року і зайняло 10 місце серед найкасовіших концертних турів всіх часів.

## Списки композицій

### Стандартне видання
| #   | Назва                                   | Автор | Продюсер(и)                                                            | Тривалість |
| --- | --------------------------------------- | --- | ---------------------------------------------------------------------- | ---------- |
| 1.  | «Girl Gone Wild»                        | Мадонна, Jenson Vaughan, Alessandro “Alle” Benassi, Бенні Бенассі                                                                  | Мадонна, Бенні Бенассі, Alessandro “Alle” Benassi                      | 3:43       |
| 2.  | «Gang Bang»                             | Мадонна, William Orbit, Priscilla Hamilton, Keith Harris, Jean-Baptiste, Mika, Don Juan Demarco “Demo” Casanova, Stephen Kozmeniuk | Мадонна, William Orbit, Demolition Crew                                | 5:26       |
| 3.  | «I'm Addicted»                          | Мадонна, Alessandro “Alle” Benassi, Бенні Бенассі                                                                                  | Мадонна, Бенні Бенассі, Alessandro “Alle” Benassi, The Demolition Crew | 4:33       |
| 4.  | «Turn Up the Radio»                     | Мадонна, Мартін Сольвейг, Jade Williams, Michael Tordjman                                                                          | Мадонна, Мартін Сольвейг                                               | 3:46       |
| 5.  | «Give Me All Your Luvin'»               | Мадонна, Мартін Сольвейг, Нікі Мінаж,M.I.A., Michael Tordjman                                                                      | Мадонна, Мартін Сольвейг                                               | 3:22       |
| 6.  | «Some Girls»                            | Мадонна, William Orbit, Klas Ahlund                                                                                                | Мадонна, William Orbit, Klas Ahlund                                    | 3:53       |
| 7.  | «Superstar»                             | Мадонна, Indiigo Muanza, Michael Malih                                                                                             | Мадонна, Indiigo, Michael Malih                                        | 3:55       |
| 8.  | «I Don't Give A» (featuring Нікі Мінаж) | Мадонна, Мартін Сольвейг, Нікі Мінаж, Julien Jabre                                                                                 | Мадонна, Мартін Сольвейг                                               | 4:19       |
| 9.  | «I'm a Sinner»                          | Мадонна, William Orbit, Jean-Baptiste                                                                                              | Мадонна, William Orbit                                                 | 4:52       |
| 10. | «Love Spent»                            | Мадонна, William Orbit, Jean-Baptiste, Alain Whyte                                                                                 | Мадонна, William Orbit                                                 | 3:46       |
| 11. | «Masterpiece»                           | Мадонна, Julie Frost, Jimmy Harry                                                                                                  | Madonna, William Orbit, Jimmy Harry                                    | 3:59       |
| 12. | «Falling Free»                          | Madonna, Laurie Mayer, William Orbit, Joe Henry                                                                                    | Madonna, William Orbit                                                 | 5:13       |

### Deluxe видання
| бонус-треки для Deluxe видання | бонус-треки для Deluxe видання                                                | бонус-треки для Deluxe видання                                                                        | бонус-треки для Deluxe видання  | бонус-треки для Deluxe видання |
| #                              | Назва                                                                         | Автор                                                                                                 | Продюсер(и)                     | Тривалість                     |
| ------------------------------ | ----------------------------------------------------------------------------- | --- | ------------------------------- | ------------------------------ |
| 13.                            | «Love Spent»                                                                  | Madonna, William Orbit, Jean-Baptiste, Priscilla Hamilton, Alain Whyte, Ryan Buendia, Michael McHenry | Madonna, William Orbit          | 3:45                           |
| 14.                            | «I Fucked Up»                                                                 | Madonna, Мартін Сольвейг, Julien Jabre                                                                | Madonna, Мартін Сольвейг        | 3:29                           |
| 15.                            | «Beautiful Killer»                                                            | Madonna, Мартін Сольвейг, Michael Tordjman                                                            | Madonna, Мартін Сольвейг        | 3:47                           |
| 16.                            | «Give Me All Your Luvin' (Party Rock Remix)» (спільно з LMFAO та Ніккі Мінаж) | Madonna, Мартін Сольвейг, Нікі Мінаж, Maya Arulpragasam, LFMAO, Michael Tordjman                      | Madonna, Мартін Сольвейг, LFMAO | 4:01                           |
| 17.                            | «Best Friend»                                                                 | Madonna, Alessandro “Alle” Benassi, Бенні Бенассі                                                     | Madonna, Demolotion Crew        | 3:20                           |